# Melanonaclia nigra
Melanonaclia nigra är en fjärilsart som beskrevs av Griveaud 1964. Melanonaclia nigra ingår i släktet Melanonaclia och familjen björnspinnare. Inga underarter finns listade i Catalogue of Life.